# Данченки
Данченки — деревня в Великолукском районе Псковской области России. Входит в состав сельского поселения «Борковская волость».
Расположена на юго-западе района, в 2 км от западного побережья озера Комша (Комшино), в 51 км к юго-западу от центра города Великие Луки и в 2 км к юго-западу от волостного центра деревни Борки.

## Население
Численность населения деревни по оценке на 2000 год составляла 17 человек, на 2010 год — 16 человек.